# Merneith
Merneith a fost regină  în timpul  primei dinastii a Egiptului, posibil soția lui  Djet sau Djer.  Se crede și că ea ar fi fosr mama lui Den, deși este posibil să fi fost doar regenta lui în timp ce acesta era copil.
Ea a condus Egiptul pentru o vreme, conform complexelor mortuare dedicte ei din  Abydos și Saqqara. A fost descoperită o stelă pe care numele ei era inscripționat cu simboluri regale, la fel ca și coșciugul ei.

## Literatură
- Walter B. Emery: Ägypten, Geschichte und Kultur der Frühzeit, 3200–2800 v. Chr. Fourier, München 1964, ISBN 3-921695-39-2.
- Toby A. H. Wilkinson: Early Dynastic Egypt. Routledge, London/ New York 1999, ISBN 0-415-18633-1.
- Walter B. Emery: Excavations at Sakkara. Great Tombs of the First Dynasty II. Egypt exploration Society, London 1954.
- Nicolas-Christophe Grimal: A history of ancient Egypt. Wiley-Blackwell, Oxford 1994, ISBN 0-631-19396-0.
- Kathryn A. Bard, Steven Blake Shubert: Encyclopedia of the archaeology of ancient Egypt. Routledge, London 1999, ISBN 0-415-18589-0.
- Susanne Bickel: Die Verknüpfung von Weltbild und Staatsbild. In: Reinhard Gregor Kratz: Götterbilder, Gottesbilder, Weltbilder (Ägypten, Mesopotamien, Persien, Kleinasien, Syrien, Palästina). Mohr Siebeck, Tübingen 2009, ISBN 978-3-16-149886-2, S. 79–102.
- Sarah M. Nelson: Ancient queens – Archaeological explorations. Rowman Altamira, Lanham (Maryland) 2003, ISBN 0-7591-0346-1.
- Hermann A. Schlögl: Das Alte Ägypten. Geschichte und Kultur von der Frühzeit bis zu Kleopatra. Beck, München 2006, ISBN 3-406-54988-8.
- Silke Roth: Die Königsmütter des Alten Ägypten. Harrassowitz, Wiesbaden 2001, ISBN 3-447-04368-7.
- Wolfgang Helck, Eberhard Otto, Rosemarie Drenkhahn: Kleines Lexikon der Ägyptologie. Harrassowitz, Wiesbaden 1999, ISBN 3-447-04027-0.
- Joyce Tyldesley: Daughters of Isis: Women of Ancient Egypt. Penguin Putnam, London 1994.